# Pinus reginae-ameliae
Pinus reginae-ameliae là một loài thực vật hạt trần trong họ Pinaceae. Loài này được K. Koch mô tả khoa học đầu tiên năm 1873.